# Pygmipanda atomata
Pygmipanda atomata är en snäckart som först beskrevs av Gray 1834.  Pygmipanda atomata ingår i släktet Pygmipanda och familjen Caryodidae. Inga underarter finns listade i Catalogue of Life.